# Muzeum Transportu Szwajcarii
Muzeum Transportu Szwajcarii (niem. Verkehrshaus der Schweiz) – muzeum transportu założone w 1959 roku, znajdujące się w Lucernie w Szwajcarii. W 2018 roku odwiedziło je 890 tys. osób, co czyni je najczęściej odwiedzanym muzeum w Szwajcarii.

## Historia
Pierwsze projekty budowy na terenie Szwajcarii muzeum transportu pojawiły się w latach 90. XIX wieku z okazji 50-lecia otwarcia pierwszej linii kolejowej w Szwajcarii. Pomysł nie doczekał się jednak realizacji. Dopiero w 1918 roku w Zurychu koleje szwajcarskie otworzyły muzeum poświęcone transportowi kolejowemu. Wystawę szybko jednak zamknięto. W 1939 roku powrócono do idei budowy muzeum obejmującego cały transport, nie tylko kolejowy. W 1942 roku otwarte zostało muzeum transportu w Zurychu, jednakże wkrótce zaczęło się ono borykać z problemem zbyt małej dostępnej powierzchni wystawienniczej. Ostatecznie w 1957 roku w Lucernie rozpoczęła się budowa gmachu Muzeum Transportu Szwajcarii o powierzchni 40 000 m² przy wsparciu m.in. SBB-CFF-FFS, poczty oraz licznych prywatnych przedsiębiorstw i instytucji. 1 lipca 1959 roku miało miejsce uroczyste otwarcie nowego muzeum. Wystawy obejmowały tematycznie transport drogowy, kolejowy, lotniczy, wodny, ale także turystykę i telekomunikację. W 1969 roku przy muzeum powstało pierwsze i do dziś jedyne w Szwajcarii planetarium. W 1972 roku oddano do użytku powiększoną wystawę lotnictwa, a w latach 1979–1985 nową halę wystawienniczą poświęconą transportowi kolejowemu, w tym także kolejom linowym. W 1994 roku otwarto interaktywną wystawę 3/4 Nautirama, a w 1996 roku dokonano dalszej rozbudowy we współpracy z IMAX. Wiosną 1997 roku otwarto poszerzoną wystawę dotyczącą transportu kolejowego z okazji 150-lecia powstania pierwszej linii kolejowej w Szwajcarii, a także ze względu na budowę tunelu bazowego św. Gotarda. W 1999 roku otwarto część poświęconą lotom kosmicznym Cosmorama, a w 2000 roku lotniczą część HiFlyer. W 2001 roku zakończyła się przebudowa planetarium, a rok później uruchomiono atrakcję Swissarena. W 2009 roku z okazji 50-lecia istnienia muzeum otwarto szereg nowych wystaw, m.in. nową halę poświęcona ruchowi drogowemu i mobilności, a także nowe atrakcje w planetarium oraz nową halę poświęconą lotnictwu z kadłubem Airbusa A340 w skali 1:1 oraz symulatorem lotu śmigłowcem.

## Zbiory
W zbiorach muzeum znajduje się ok. 2000 zabytkowych pojazdów, w tym m.in. pierwsza lokomotywa parowa w Szwajcarii (Spanisch-Brötli-Bahn), pierwszy szwajcarski samolot (Dufaux), czy też pierwszy samochód handlu obwoźnego Migros. Ponadto muzeum dysponuje 4 tys. innych eksponatów związanych z historią transportu, głównie na terenie Szwajcarii, a także 15 tys. dokumentów związanych z tym tematem.

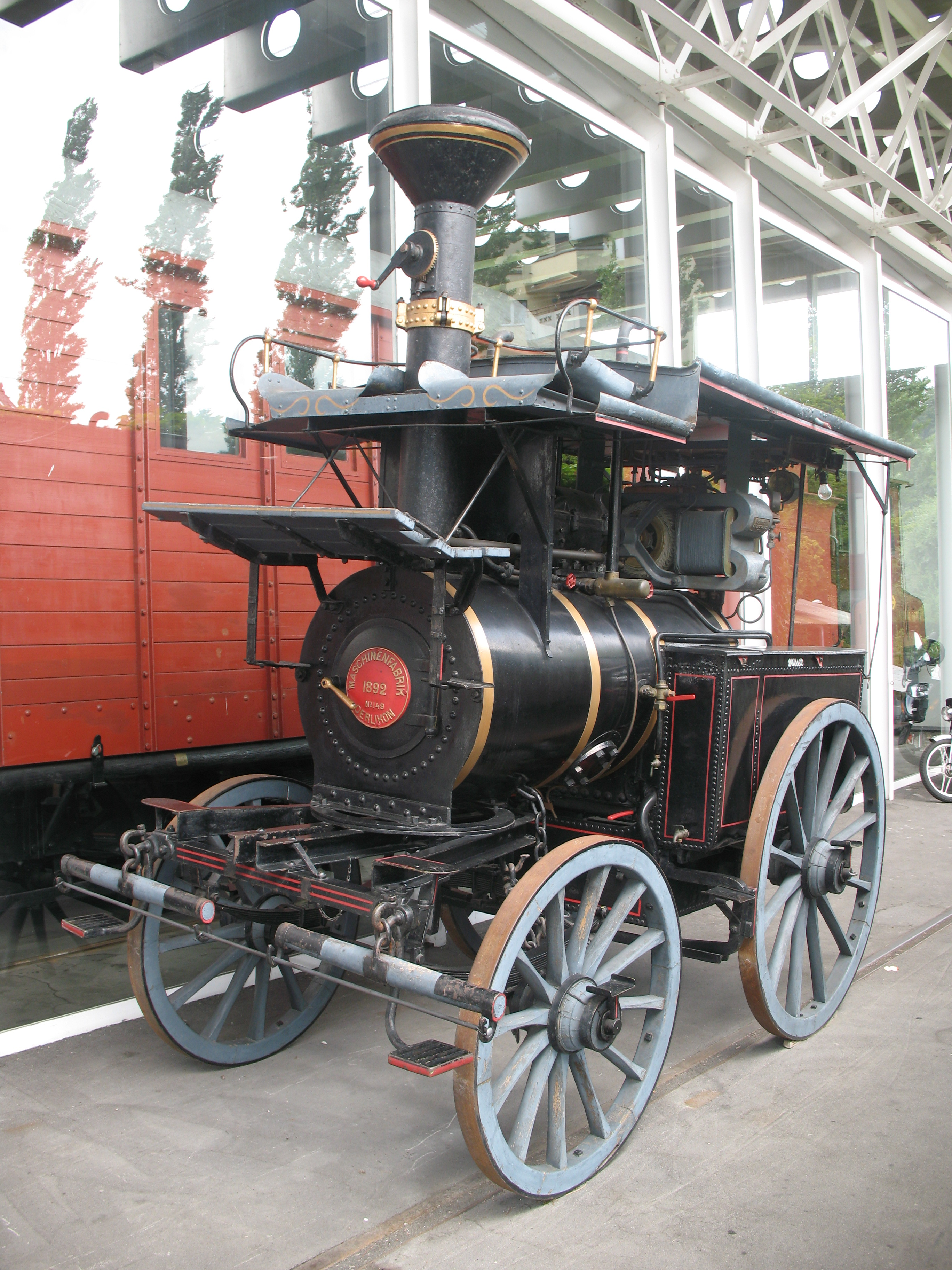
Wystawa transportu drogowego
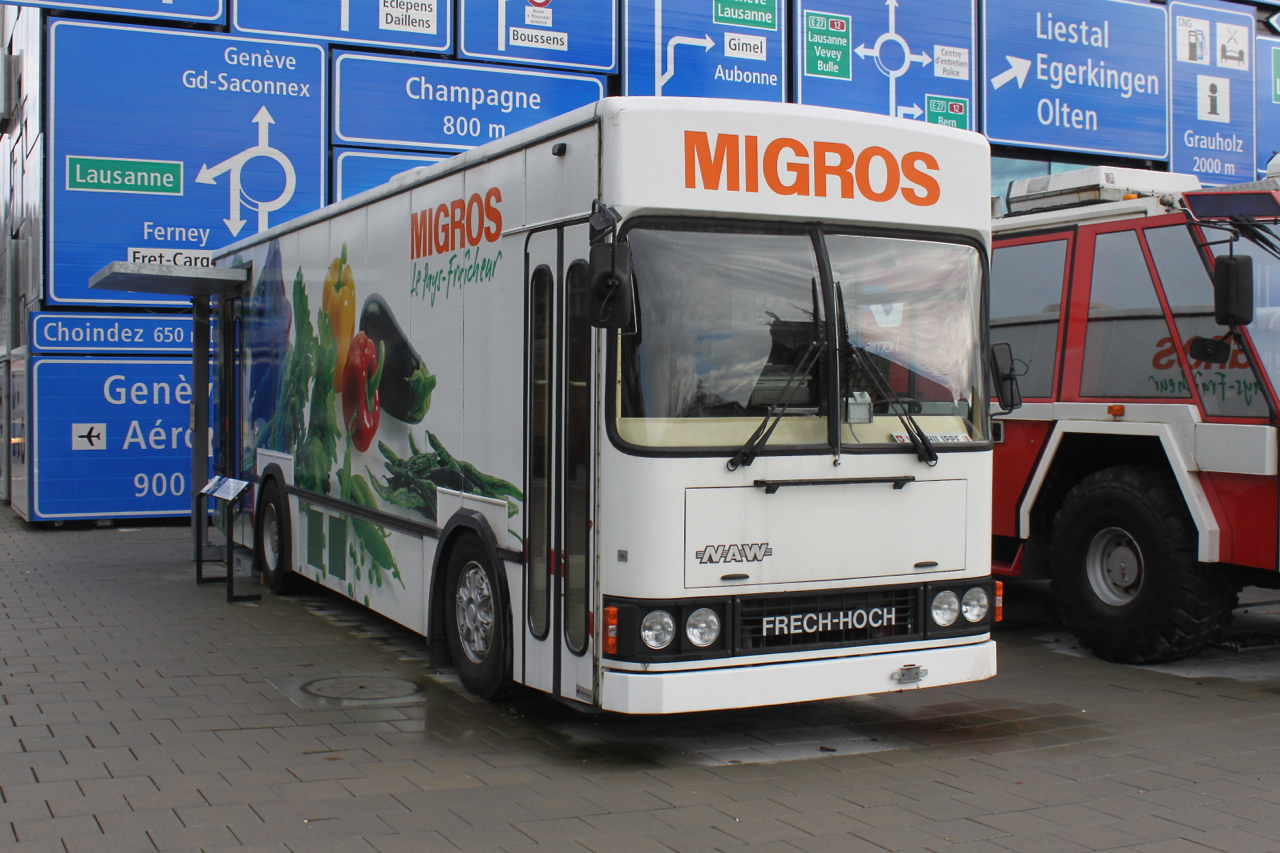
Wystawa transportu drogowego
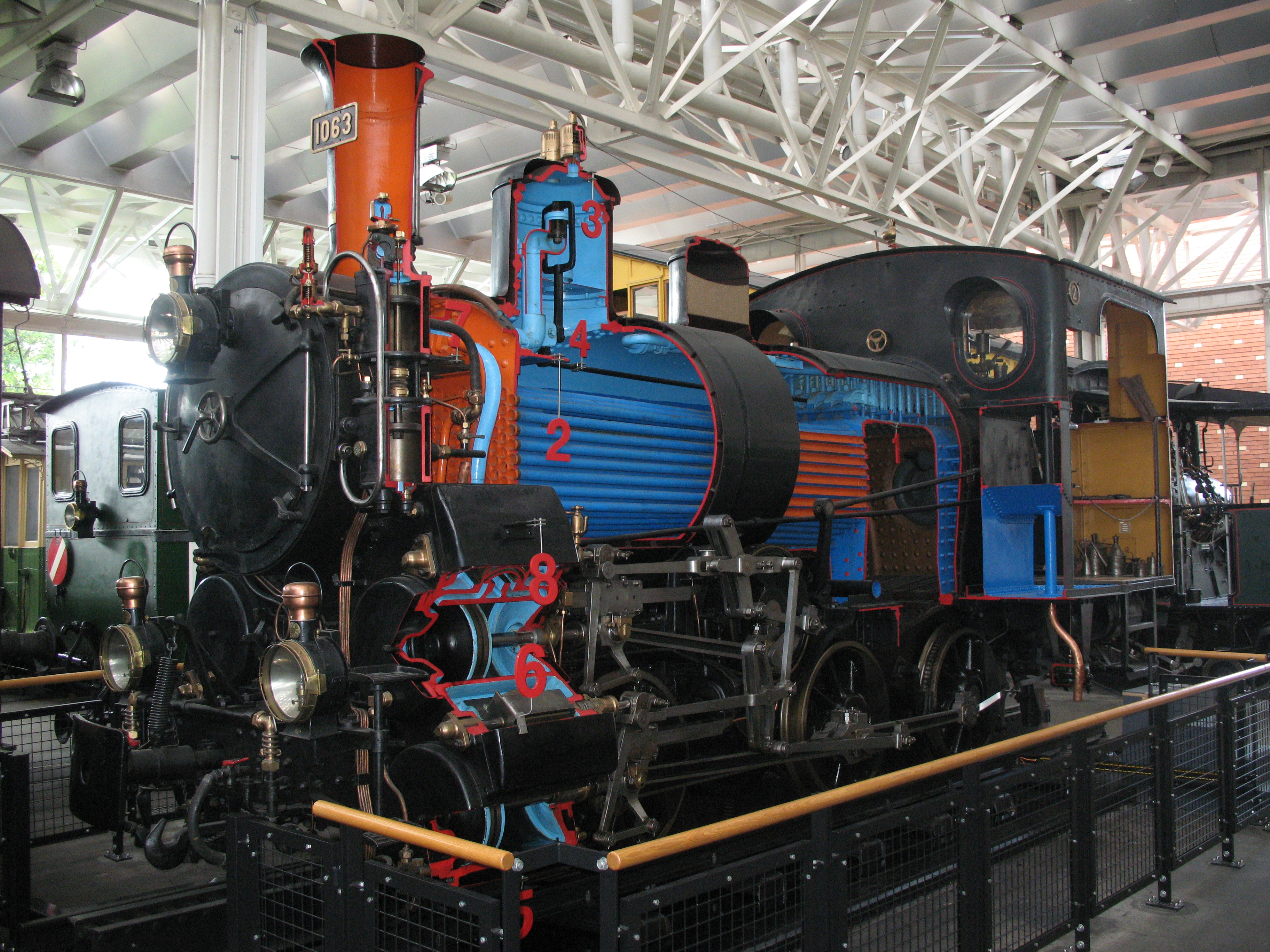
Wystawa poświęcona transportowi kolejowemu
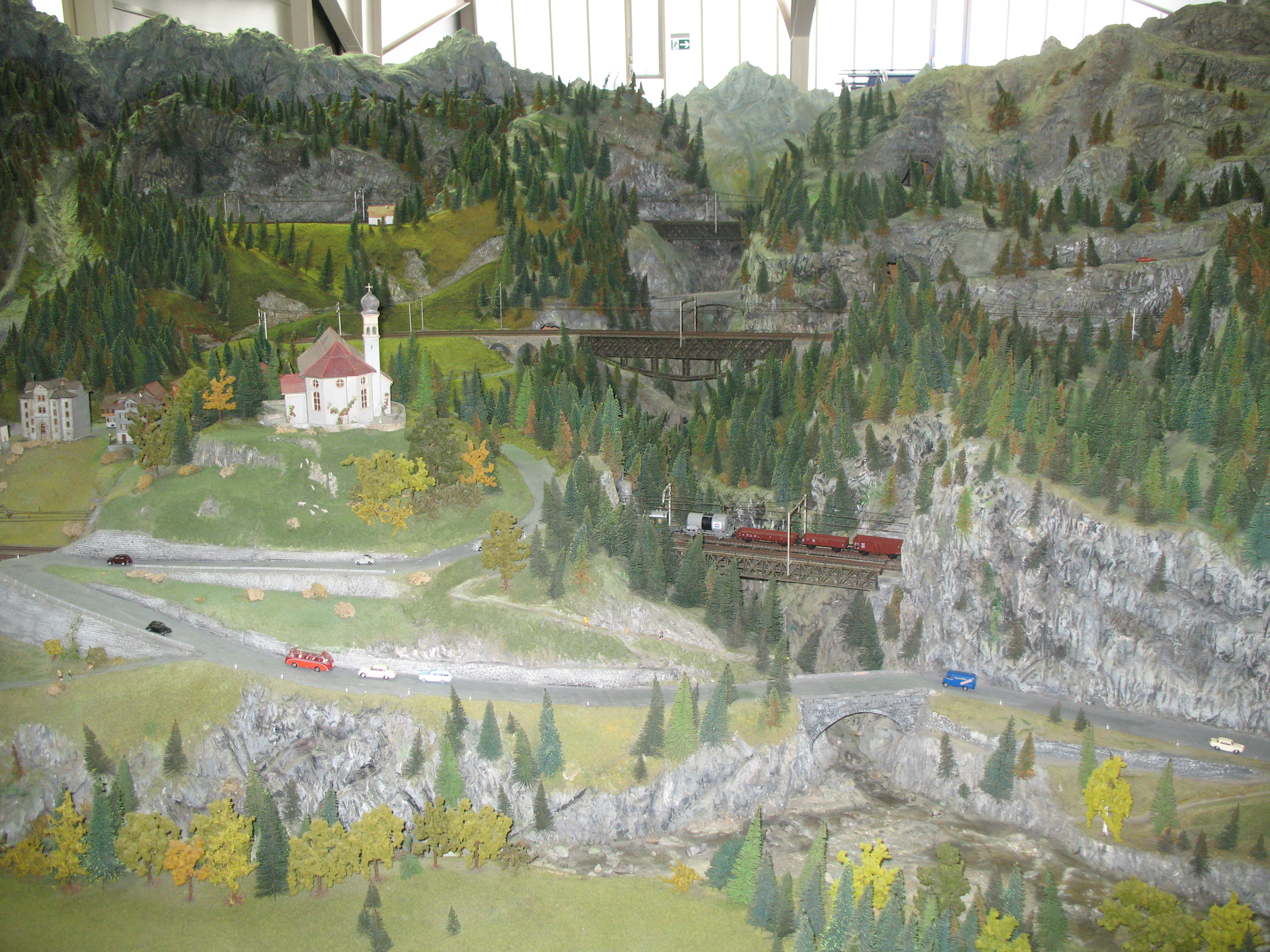
Makieta poświęcona liniom kolejowym w Alpach
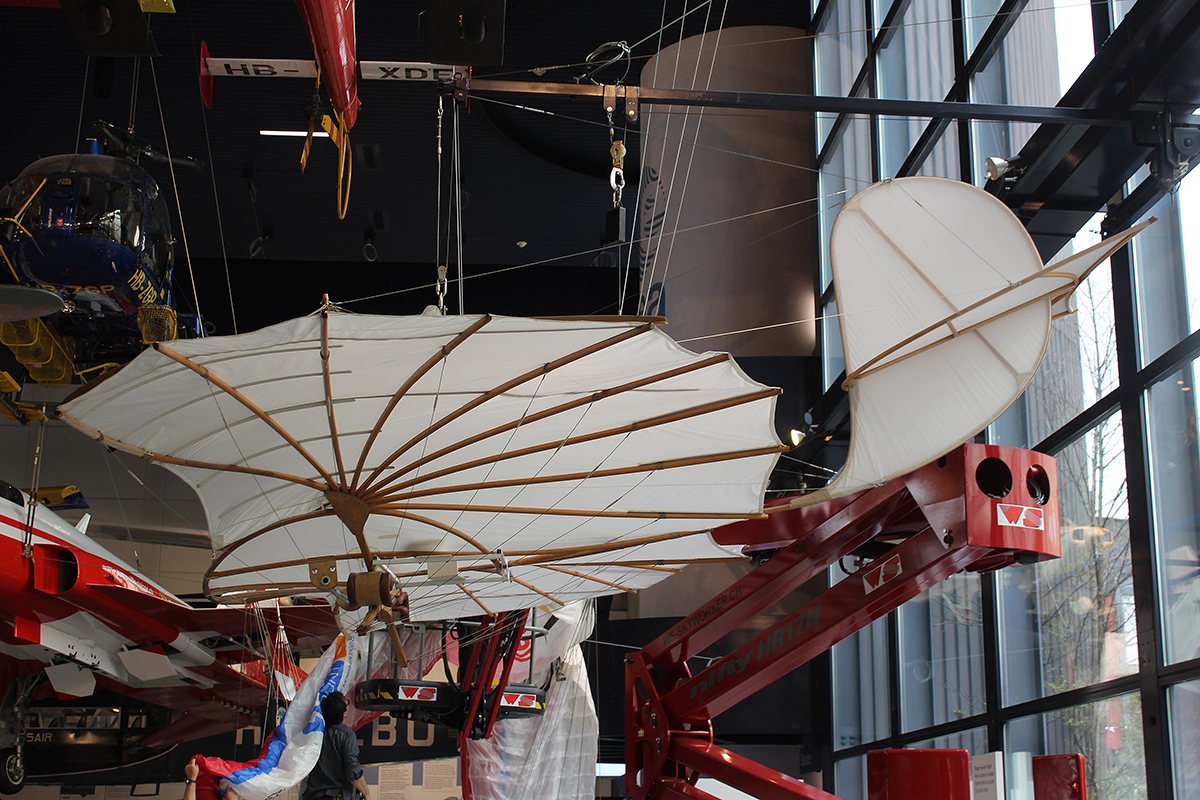
Wystawa historii lotnictwa
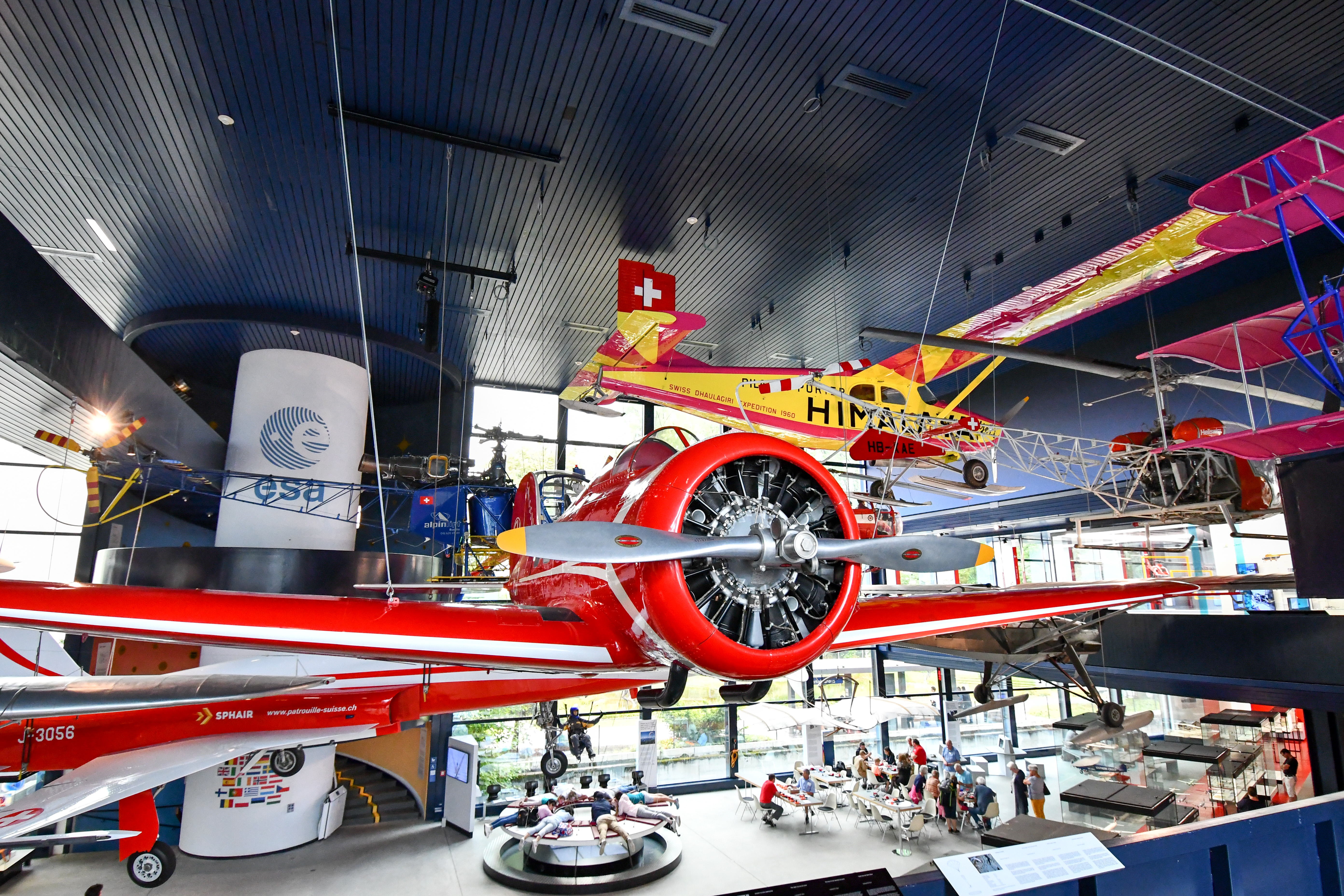
Wystawa historii lotnictwa
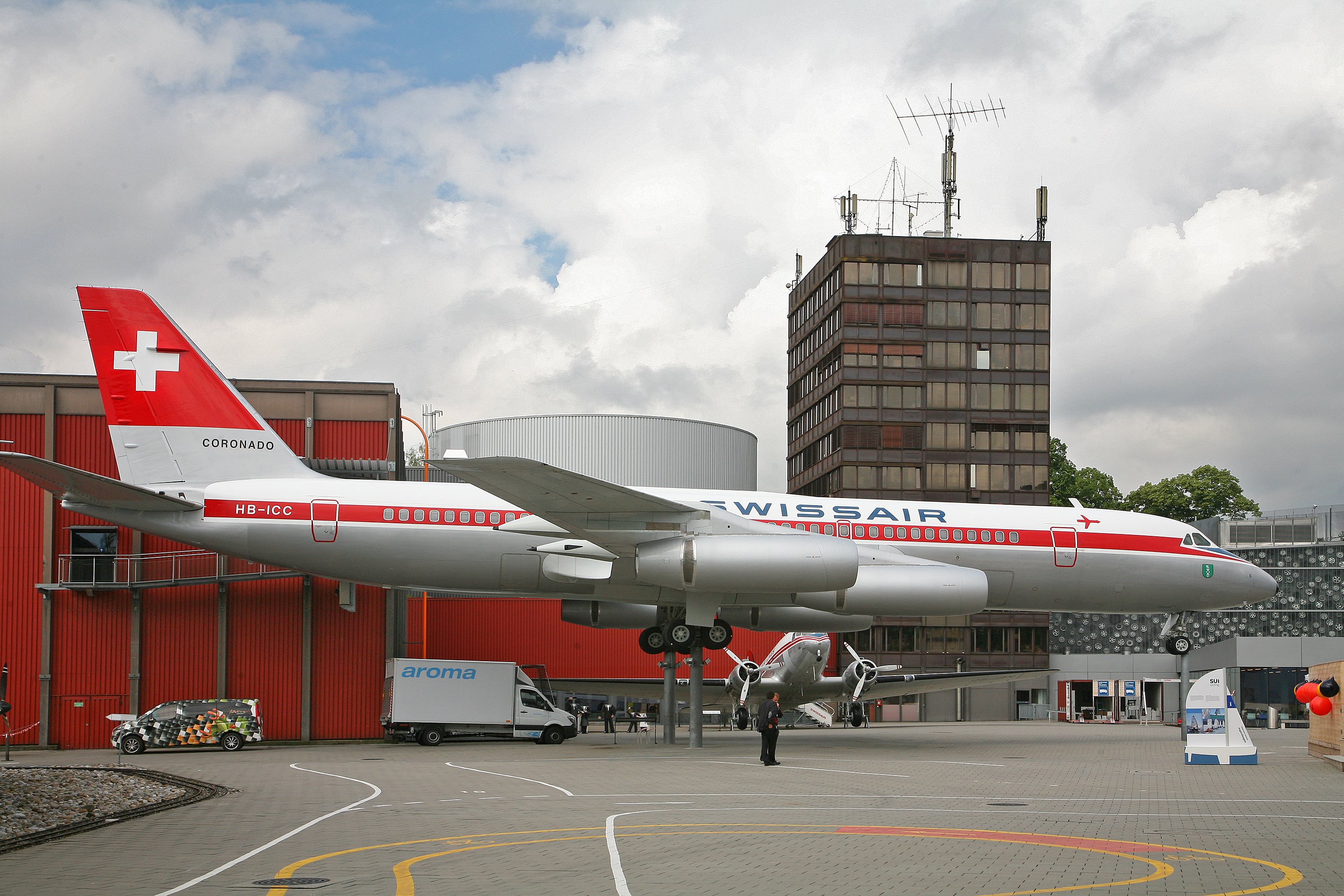
Wystawa historii lotnictwa
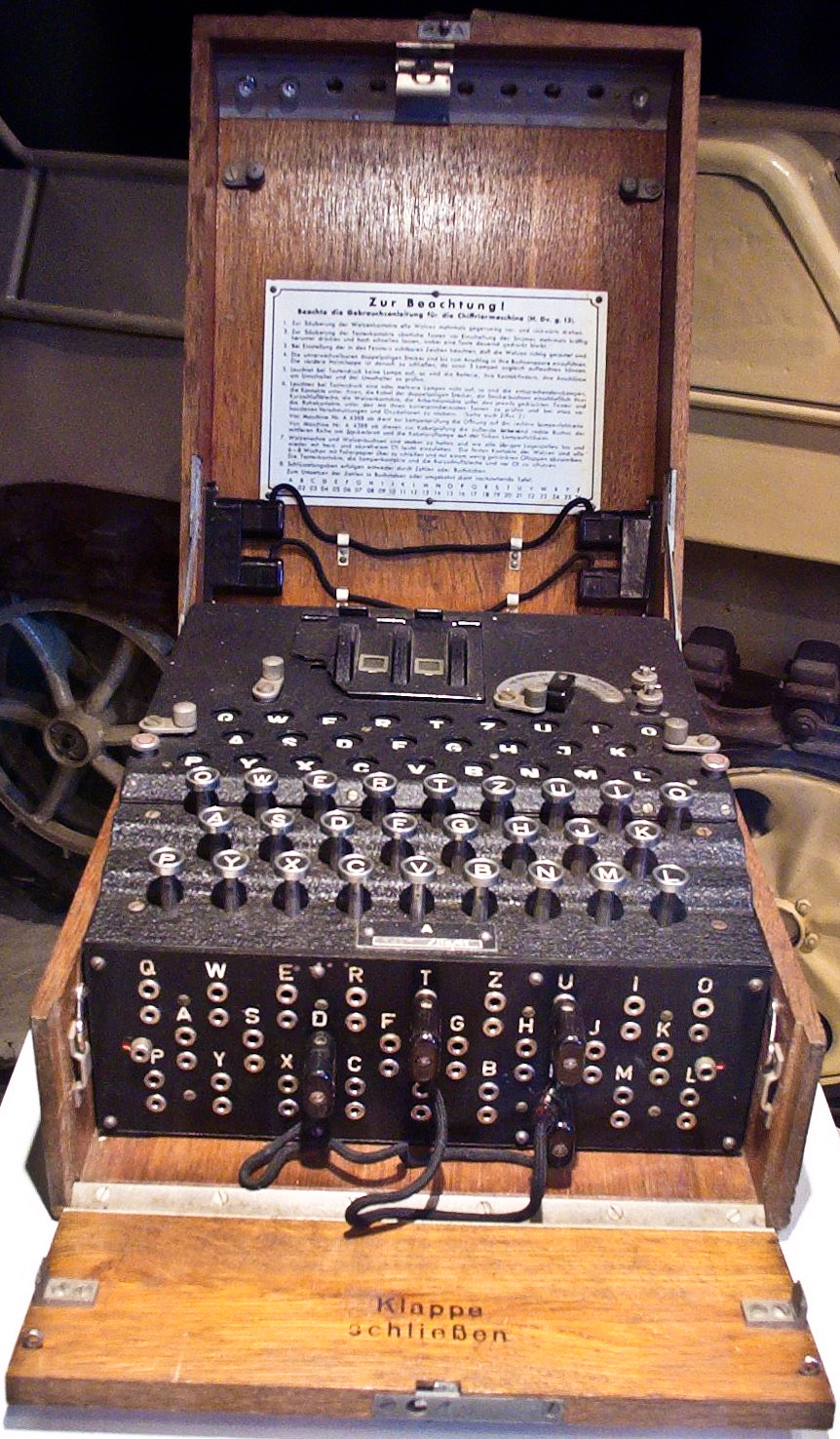
Maszyna szyfrująca Enigma na wystawie telekomunikacji
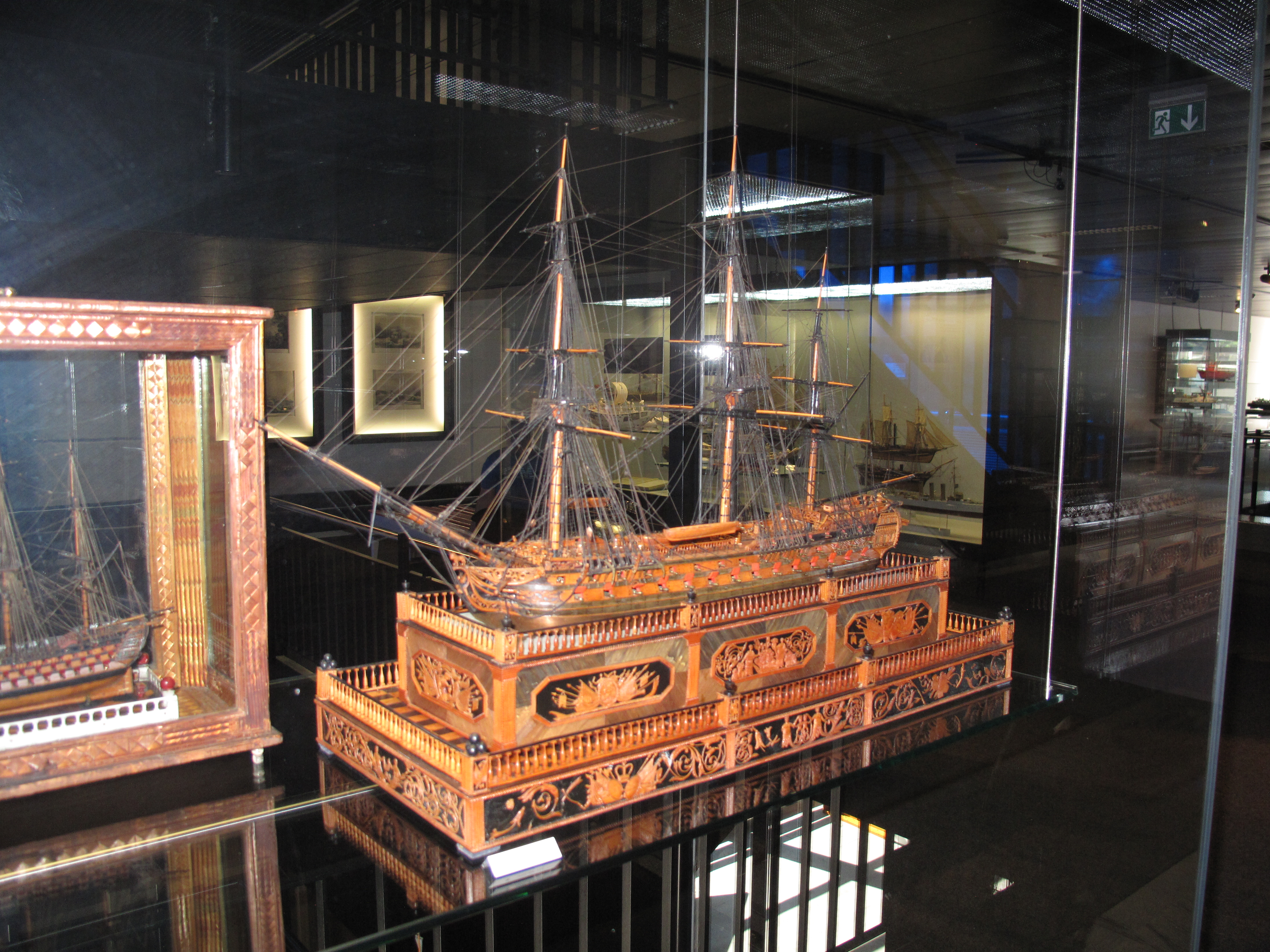
Model statku w dziale poświęconym transportowi morskiemu
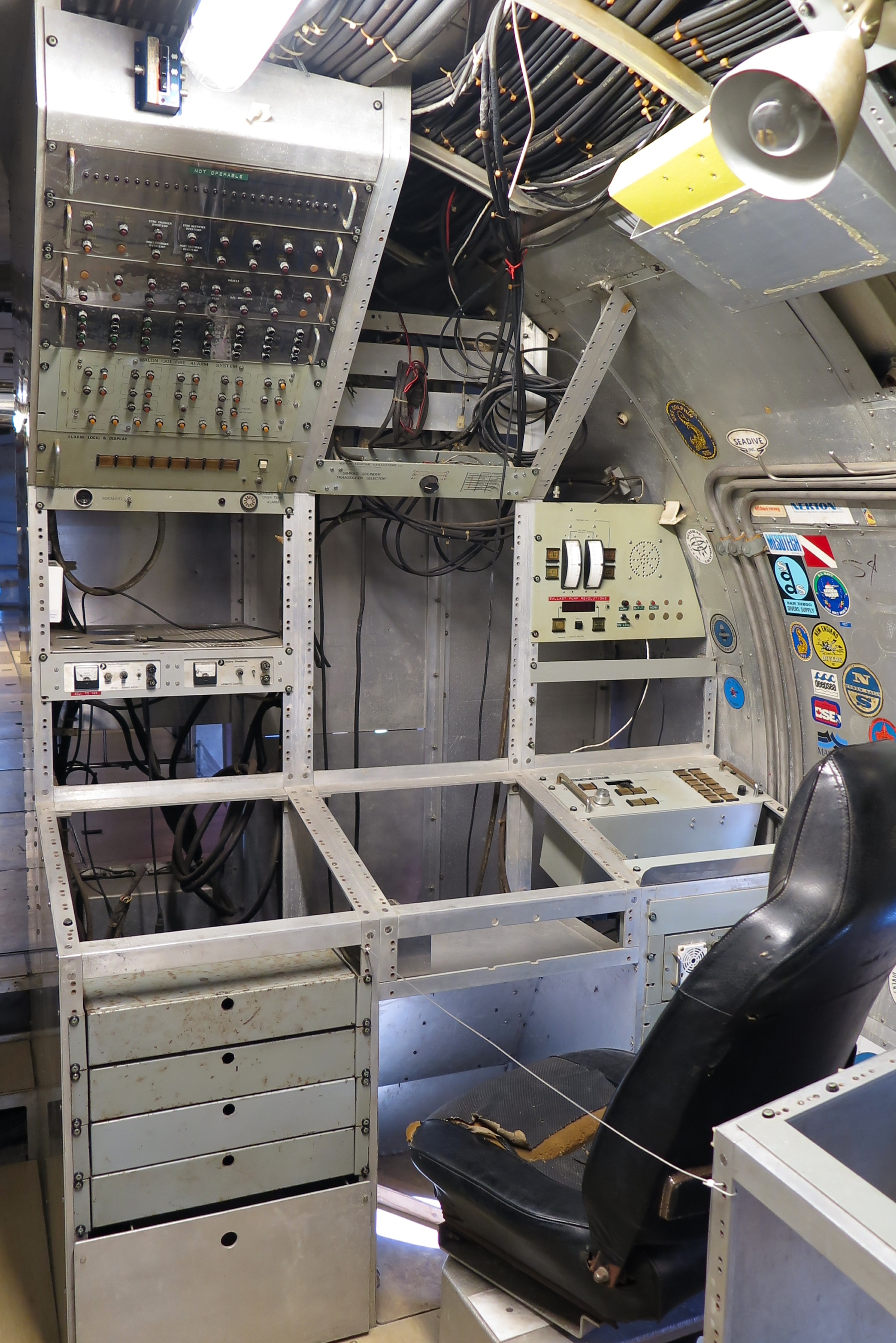
Wnętrze łodzi podwodnej w muzeum
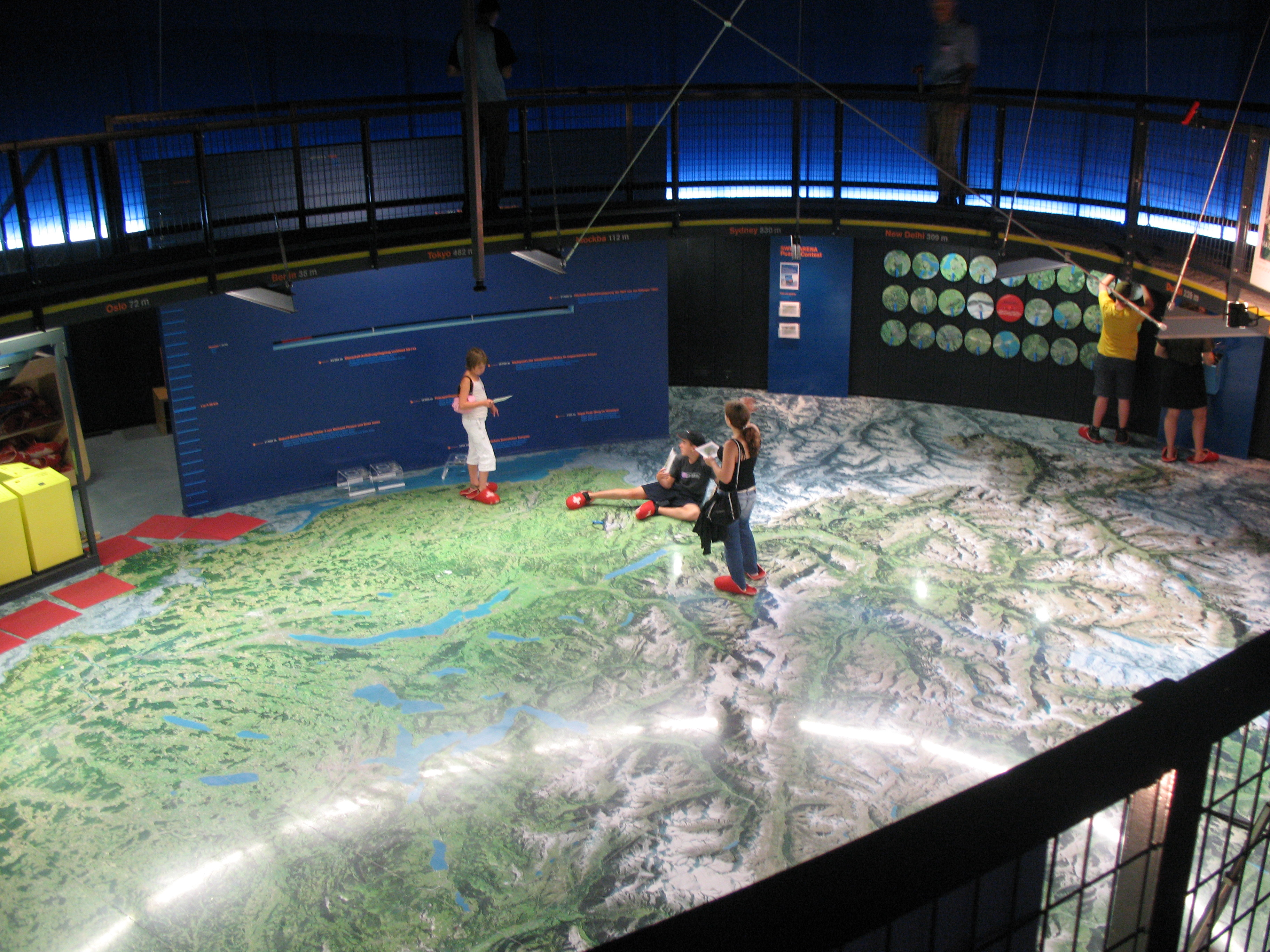
Wystawa SwissArena
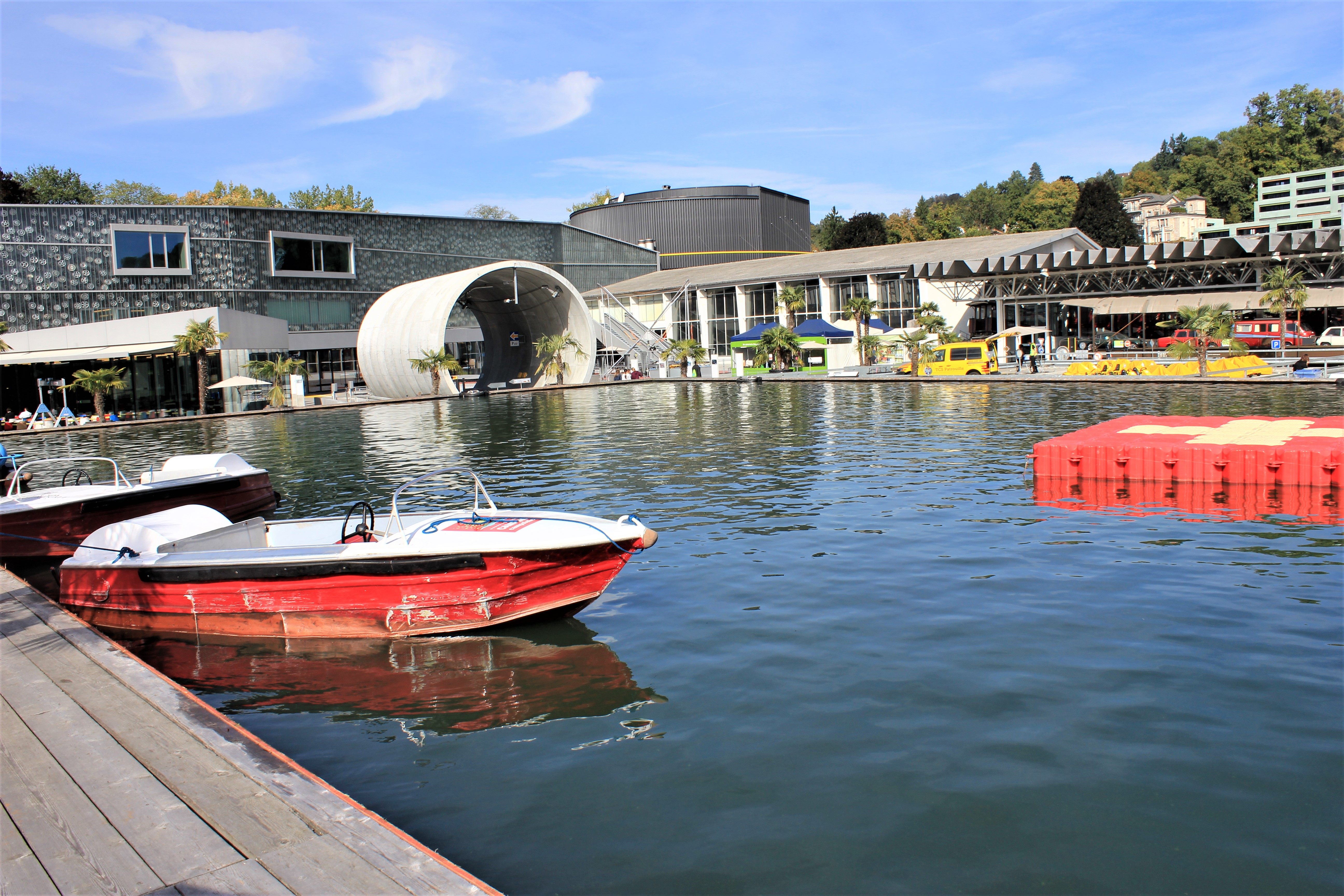
Staw na terenie muzeum